# Eurovision Song Contest 2016
L'Eurovision Song Contest 2016 è stata la 61ª edizione dell'annuale concorso canoro, vinta dalla cantante ucraina Jamala con la canzone 1944; si è svolta nella Ericsson Globe Arena di Stoccolma, Svezia, dopo che Måns Zelmerlöw ha vinto con il brano Heroes l'edizione precedente, tenutasi a Vienna. È stata la terza edizione del concorso ospitata nella capitale svedese (dopo le edizioni del 1975 e del 2000), la sesta in totale in Svezia (Paese ospitante anche nel 1985, 1992 e 2013).
Il concorso si è articolato, come dal 2008, in due semifinali e una finale.

## Organizzazione
Le date preliminari sono state scelte in un incontro tenutosi a Vienna il 16 marzo 2015 tra l'UER e i capi delegazione che hanno optato per il 10, 12 e 14 maggio 2016, date che sono state confermate l'8 luglio 2015 dalla SVT.
Il 26 novembre 2015 l'UER ha annunciato che OSRAM sarebbe stato il partner ufficiale per l'illuminazione, mentre il 15 dicembre dello stesso anno è stato annunciato che Tele2 è l'operatore telefonico mobile ufficiale dell'evento e il 26 febbraio dell'anno successivo è stato annunciato che la divisione europea di Visa è partner ufficiale dell'evento.
Il 25 gennaio 2016 è stato annunciato, in concomitanza con i sorteggi delle semifinali, che lo slogan di quest'edizione sarebbe stato Come Together mentre il logo scelto per questa edizione è stato un soffione luminoso.
Questa è la prima edizione in cui viene profondamente cambiato il sistema di voto, simile a quello del Melodifestivalen svedese: giurie e televoto non formeranno più un'unica classifica ma avranno classifiche separate, fermo restando il punteggio in vigore dal 1975. Nella serata finale, i portavoce riveleranno la votazione della giuria (costituita dai 10 brani più votati dai giurati), mentre i presentatori sveleranno, stato per stato concorrente, i risultati del televoto, costituiti dalla somma dei 10 brani più votati da ogni singolo Stato, partendo dal concorrente che ne ha ricevuti di meno a quello che ne ha ricevuti di più; in tal modo il vincitore della competizione si saprà solo verso la fine della serata. Laddove una giuria o un televoto non siano disponibili si procederà tramite un risultato sostitutivo ottenuto tramite un gruppo di giurie di Stati predeterminati dall'UER.
Il 22 aprile 2016 l'UER ha escluso TVR dai propri servizi, impedendo la prosecuzione della partecipazione rumena a quest'edizione; è la prima edizione in cui uno Stato è escluso dalla partecipazione a causa dei problemi finanziari della rete che lo rappresenta.

### Scelta della sede

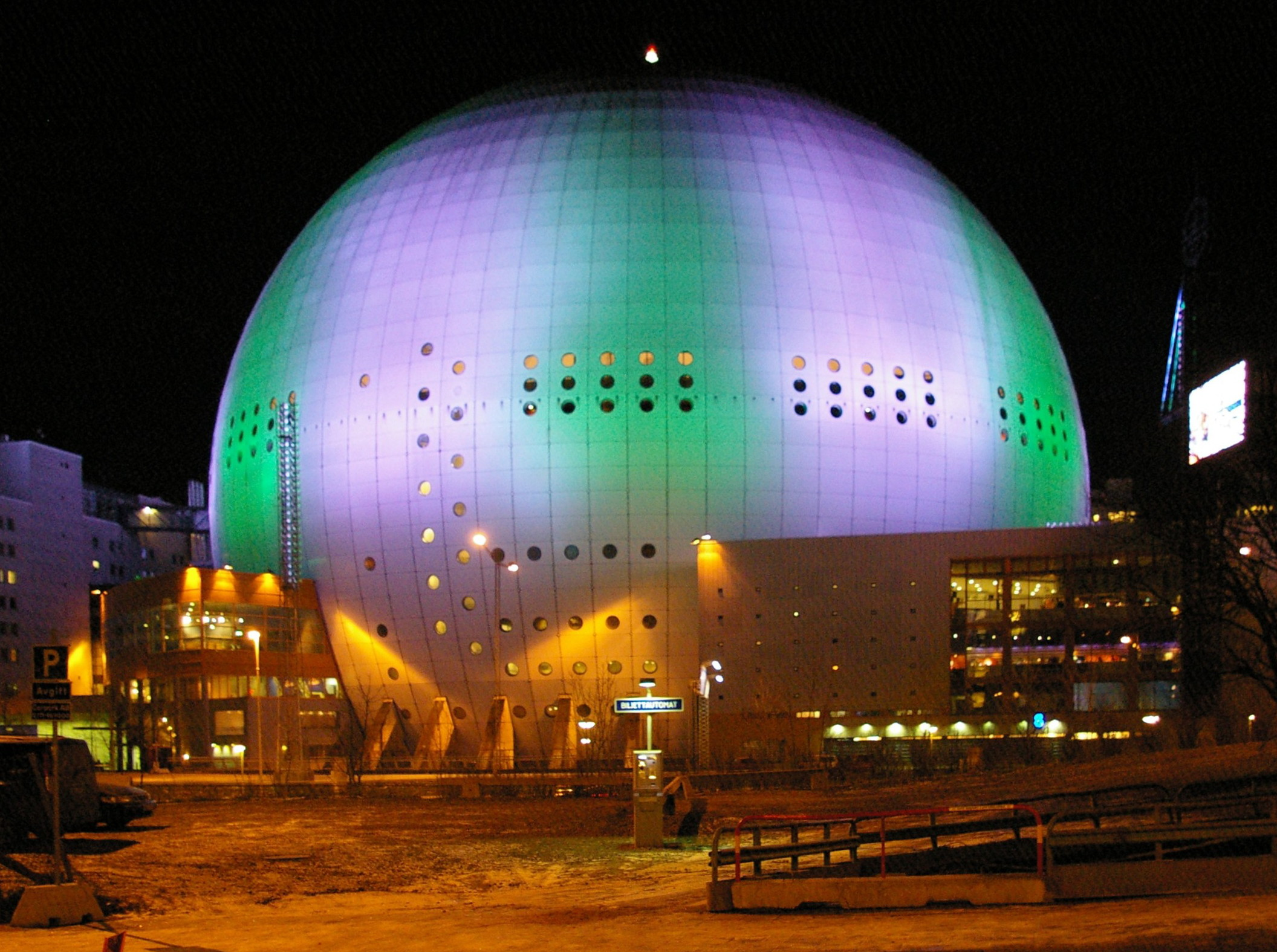
Il Globen, sede dell'Eurovision Song Contest 2016

Sveriges Television ha annunciato il 24 maggio 2015 che la scelta iniziale sulla sede che avrebbe ospitato l'evento è ricaduta sulla Tele2 Arena di Stoccolma, sede di un tour mondiale di Madonna e uno di Avicii; altre città e sedi hanno avuto, comunque, la possibilità di partecipare alla gara che ha deciso in quale sede si sarebbe svolto l'evento. Ha, inoltre, affermato che la scelta sarebbe stata presa entro il 31 agosto dello stesso anno.
Altre 2 città si sono offerte per ospitare quest'edizione: Linköping, con la sua Saab Arena e Sandviken con la Göransson Arena.
Il 12 giugno 2015 la città di Malmö, che già aveva ospitato l'edizione del 2013, si è tirata indietro, ma un'altra città svedese ha deciso di candidarsi, Örnsköldsvik, che ha messo a disposizione il Fjällräven Center.
L'8 luglio 2015 SVT ha annunciato che è stata scelta la Globen Arena di Stoccolma come sede di quest'edizione. Il 14 dicembre 2015 SVT ha annunciato che a presentare quest'edizione sarebbero stati Petra Mede, già alla guida dell'edizione 2013, e il vincitore del 2015 Måns Zelmerlöw.
Sempre la tv pubblica svedese ha annunciato, il 14 marzo 2016, che la Tele2 Arena (situata a pochissima distanza dalla Globen Arena) sarebbe stata la location dell'Eurovision the Party. L'evento previsto per il 14 maggio 2016, ha visto protagonista Sanna Nielsen (Eurovision Song Contest 2014) in veste di presentatrice, con tanti ospiti musicali, tra i quali Loreen, Danny Saucedo, i Panetoz e Carola. All'interno dell'Arena è stato installato un maxischermo da 300 m² grazie al quale il pubblico presente ha potuto seguire la diretta della finale dell'Eurovision. I biglietti per l'accesso sono stati messi in vendita dal 18 marzo alle ore 10.00 e hanno avuto un prezzo che partirà dalle 300 corone svedesi fino a un massimo di 995.
| Città        | Sede                 | Capacità        | Note |
| ------------ | -------------------- | --------------- | --- |
| Göteborg     | Scandinavium         | 10 000 - 12 000 | Ha ospitato l'Eurovision Song Contest 1985                                                                           |
| Linköping    | Saab Arena           | 11 500          | Ospitò il Melodifestivalen nel 2005, 2008 e 2011                                                                     |
| Malmö        | Malmö Arena          | 13 700          | Ha ospitato l'Eurovision Song Contest 2013                                                                           |
| Örnsköldsvik | Fjällräven Center    | 9 800           | Candidatura congiunta con il comune di Gävle                                                                         |
| Sandviken    | Göransson Arena      | 10 000          | |
| Solna        | Friends Arena        | 65 000          | Ospita dal 2013 la finale del Melodifestivalen                                                                       |
| Stoccolma    | Ericsson Globe Arena | 16 000          | Ha ospitato l'Eurovision Song Contest 2000; sede scelta l'8 luglio 2015.                                             |
| Stoccolma    | Tele2 Arena          | 45 000          | Sede del Rebel Heart Tour di Madonna il 14 novembre 2015 e del True Tour di Avicii il 28 febbraio e il 1º marzo 2014 |

## Stati partecipanti
Stati partecipanti che si sono qualificati alla finale
     Stati partecipanti che non si sono qualificati alla finale
     Stati che hanno partecipato in passato ma non nel 2016

Stati partecipanti che si sono qualificati alla finale
Stati partecipanti che non si sono qualificati alla finale
Stati che hanno partecipato in passato ma non nel 2016

Il 26 novembre 2015 è stata resa nota la lista degli Stati partecipanti, che sono:
| Stato                  | Artista                                | Brano                            | Lingua                    | Processo di selezione | Note |
| ---------------------- | -------------------------------------- | -------------------------------- | ------------------------- | --- | --- |
| Albania                | Eneda Tarifa                           | Fairytale                        | Inglese                   | Festivali i Këngës 54, 27 dicembre 2015                                                                                          | Il brano in gara è la versione inglese di quello che ha vinto la selezione nazionale |
| Armenia                | Iveta Mukuchyan                        | LoveWave                         | Inglese                   | Interno; cantante scelta il 13 ottobre 2015, canzone scelta fra proposte inviate da aspiranti autori, presentata il 2 marzo 2016 | |
| Australia              | Dami Im                                | Sound of Silence                 | Inglese                   | Interno; cantante annunciata il 3 marzo 2016, brano presentato l'11 marzo 2016                                                   | In caso di vittoria dell'Australia la SBS produrrà l'evento in Europa assieme a un altro membro dell'UER |
| Austria                | Zoë                                    | Loin d'ici                       | Francese                  | Wer singt für Österreich? 2016, 12 febbraio 2016                                                                                 | |
| Azerbaigian            | Samra                                  | Miracle                          | Inglese                   | Interno; cantante e brano annunciati il 10 marzo 2016                                                                            | |
| Belgio                 | Laura Tesoro                           | What's the Pressure              | Inglese                   | Eurosong 2016, 17 gennaio 2016                                                                                                   | |
| Bielorussia            | Ivan                                   | Help You Fly                     | Inglese                   | Nacional'nyj otbor 2016, 22 gennaio 2016                                                                                         | |
| Bosnia ed Erzegovina   | Dalal & Deen feat. Ana Rucner & Jala   | Ljubav je                        | Bosniaco                  | Interno; cantanti annunciati il 25 novembre 2015, brano annunciato il 19 febbraio 2016                                           | |
| Bulgaria               | Poli Genova                            | If Love Was a Crime              | Inglese, bulgaro          | Interno; artista annunciata il 19 febbraio 2016, brano presentato il 21 marzo 2016                                               | |
| Cipro                  | Minus One                              | Alter Ego                        | Inglese                   | Interno; gruppo annunciato il 4 novembre 2015, brano presentato il 22 febbraio 2016                                              | |
| Croazia                | Nina Kraljić                           | Lighthouse                       | Inglese                   | Interno; cantante annunciata il 24 febbraio 2016, brano presentato il 9 marzo 2016                                               | |
| Danimarca              | Lighthouse X                           | Soldiers of Love                 | Inglese                   | Dansk Melodi Grand Prix 2016, 13 febbraio 2016                                                                                   | |
| Estonia                | Jüri Pootsmann                         | Play                             | Inglese                   | Eesti Laul 2016, 5 marzo 2016 | |
| Finlandia              | Sandhja                                | Sing It Away                     | Inglese                   | UMK 2016, 27 febbraio 2016 | |
| Francia                | Amir                                   | J'ai cherché                     | Francese, inglese         | Selezione interna fra brani inviati dagli aspiranti rappresentanti; artista e brano annunciati il 29 febbraio 2016               | |
| Georgia                | Nika Kocharov & Young Georgian Lolitaz | Midnight Gold                    | Inglese                   | Interno per il gruppo, annunciato il 15 dicembre 2015, Evrovizia 2016 - Airchie sheni simgera! per il brano, 15 febbraio 2016    | |
| Germania               | Jamie-Lee Kriewitz                     | Ghost                            | Inglese                   | Unser Lied für Stockholm 2016, 25 febbraio 2016                                                                                  | Inizialmente il cantante tedesco Xavier Naidoo era stato inizialmente selezionato per rappresentare la Germania, tuttavia è stato squalificato e l'emittente ha optato per l'organizzazione di una selezione nazionale. |
| Grecia                 | Argo                                   | Utopian Land                     | Inglese, greco, pontico   | Interno; gruppo annunciato il 9 febbraio 2016, brano presentato il 10 marzo 2016                                                 | |
| Irlanda                | Nicky Byrne                            | Sunlight                         | Inglese                   | Interno; cantante e brano annunciati il 13 gennaio 2016                                                                          | |
| Islanda                | Greta Salóme                           | Hear Them Calling                | Inglese                   | Söngvakeppnin 2016, 20 febbraio 2016                                                                                             | |
| Israele                | Hovi Star                              | Made of Stars                    | Inglese                   | HaKokhav HaBa 3, 3 marzo 2016 | Partecipa alla seconda semifinale su richiesta dell'emittente IBA. |
| Italia                 | Francesca Michielin                    | No Degree of Separation          | Italiano, inglese         | Festival di Sanremo 2016, cantante e brano annunciati il 14 febbraio 2016                                                        | I vincitori del festival, gli Stadio, hanno declinato l'offerta di rappresentare l'Italia, pertanto la Rai ha selezionato la seconda classificata. Il brano è una versione bilingue rispetto all'originale.             |
| Lettonia               | Justs                                  | Heartbeat                        | Inglese                   | Supernova 2016, 28 febbraio 2016                                                                                                 | |
| Lituania               | Donny Montell                          | I've Been Waiting for This Night | Inglese                   | Eurovizijos 2016, 12 marzo 2016                                                                                                  | |
| Macedonia              | Kaliopi                                | Dona                             | Macedone                  | Interno; cantante annunciata il 24 novembre 2015, brano presentato il 7 marzo 2016                                               | |
| Malta                  | Ira Losco                              | Walk on Water                    | Inglese                   | Malta Eurovision Song Contest 2016 per l'artista, 23 gennaio 2016; interno per il brano, presentato il 14 marzo 2016             | |
| Moldavia               | Lidia Isac                             | Falling Stars                    | Inglese                   | O melodie pentru Europa 2016, 27 febbraio 2016                                                                                   | |
| Montenegro             | Highway                                | The Real Thing                   | Inglese                   | Interno; gruppo annunciato il 2 ottobre 2016, brano presentato il 4 marzo 2016                                                   | |
| Norvegia               | Agnete                                 | Icebreaker                       | Inglese                   | Melodi Grand Prix 2016, 27 febbraio 2016                                                                                         | |
| Paesi Bassi            | Douwe Bob                              | Slow Down                        | Inglese                   | Interno; cantante annunciato il 22 settembre 2015, brano presentato il 4 marzo 2016                                              | |
| Polonia                | Michał Szpak                           | Color of Your Life               | Inglese                   | Krajowe Eliminacje 2016, 5 marzo 2016                                                                                            | |
| Regno Unito            | Joe & Jake                             | You're Not Alone                 | Inglese                   | Eurovision: You Decide 2016, 26 febbraio 2016                                                                                    | |
| Repubblica Ceca        | Gabriela Gunčíková                     | I Stand                          | Inglese                   | Interno; cantante e brano annunciati il 10 marzo 2016                                                                            | |
| Russia                 | Sergej Lazarev                         | You Are the Only One             | Inglese                   | Interno; cantante annunciato il 10 dicembre 2015, brano presentato il 5 marzo 2016                                               | |
| San Marino             | Serhat                                 | I Didn't Know                    | Inglese                   | Interno; cantante annunciato il 12 gennaio 2016, brano presentato il 9 marzo 2016                                                | |
| Serbia                 | Sanja Vučić ZAA                        | Goodbye (Shelter)                | Inglese                   | Interno; cantante annunciata il 5 marzo 2016, brano presentato il 12 marzo 2016                                                  | |
| Slovenia               | ManuElla                               | Blue and Red                     | Inglese                   | EMA 2016, 27 febbraio 2016 | |
| Spagna                 | Barei                                  | Say Yay!                         | Inglese                   | Objetivo Eurovisión 2016, 1º febbraio 2016                                                                                       | |
| Svezia (organizzatore) | Frans                                  | If I Were Sorry                  | Inglese                   | Melodifestivalen 2016, 12 marzo 2016                                                                                             | |
| Svizzera               | Rykka                                  | The Last of Our Kind             | Inglese                   | Die Entscheidungsshow 2016, 13 febbraio 2016                                                                                     | |
| Ucraina                | Jamala                                 | 1944                             | Inglese, tataro di Crimea | Vidbir 2016, 21 febbraio 2016 | |
| Ungheria               | Freddie                                | Pioneer                          | Inglese                   | A Dal 2016, 27 febbraio 2016 | |

## Stati non partecipanti
- Andorra: il 2 agosto 2015 RTVA, l'ente radiovisivo nazionale, ha confermato che, per questioni economiche, non tornerà nemmeno in questa edizione.[85]
- Lussemburgo: l'ente televisivo lussemburghese, RTL, ha confermato che non ha intenzione di rientrare nella competizione neanche quest'anno.[86]
- Portogallo: RTP, tramite OGAE Portugal, ha comunicato il 7 ottobre 2015 che lo Stato si sarebbe ritirato dalla competizione per quest'edizione.[87]
- Principato di Monaco: l'ente televisivo monegasco, TMC, ha confermato il 21 luglio 2015 che non ha intenzione di partecipare nella competizione neanche quest'anno.[88]
- Romania: Televiziunea Română aveva aderito all'evento e il suo concorrente, Ovidiu Anton, era stato ufficialmente inserito nella lista dei partecipanti (seconda semifinale, esibizione numero 12); tuttavia, il 22 aprile 2016 l'UER ha bloccato tutti i servizi verso l'emittente a causa del non pagamento dei debiti, comportando l'esclusione dello Stato dal concorso e lo slittamento di un posto indietro di tutti gli Stati che si sarebbero dovuti esibire dopo la performance romena[9]; ciò, non impedirà, comunque, ai giornalisti rumeni di accreditarsi e ai fan rumeni di acquistare i biglietti per l'evento.[10]
- Slovacchia: a fine settembre 2015, RTVS ha annunciato che la Slovacchia non avrebbe fatto ritorno nell'edizione 2016.[89]
- Turchia: il 3 novembre 2015 la TRT ufficializza che la Turchia non tornerà per protesta contro il metodo di votazione e contro la qualificazione automatica alla finale dei 'Big 5'.[90]

## Verso l'evento

### Eurovision in Concert
L'ottava edizione dell'evento che anticipa l'ESC si è tenuta il 9 aprile 2016, condotta da Cornald Maas e Hera Björk; vi hanno partecipato:
- Albania
- Austria
- Bielorussia
- Bosnia ed Erzegovina
- Cipro
- Croazia
- Estonia
- Francia
- Islanda
- Israele
- Italia
- Lettonia
- Macedonia
- Malta
- Moldavia
- Montenegro
- Norvegia
- Paesi Bassi
- Regno Unito
- Romania
- Spagna
- Svizzera

## L'evento
Il 23 settembre 2015 l'UER ha annunciato che i finalisti di diritto avranno maggior visibilità durante le semifinali nelle quali saranno chiamati a televotare; inoltre, è stato annunciato che la Germania voterà nella seconda semifinale.

### Semifinali
Digame ha calcolato la composizione delle urne nelle quali sono stati divisi gli Stati partecipanti, determinate in base allo storico delle votazioni. La loro composizione è stata:
| Urna 1                                                                                  | Urna 2                                                            | Urna 3                                                             | Urna 4                                                         | Urna 5                                                                | Urna 6                                                         |
| --------------------------------------------------------------------------------------- | ----------------------------------------------------------------- | ------------------------------------------------------------------ | -------------------------------------------------------------- | --------------------------------------------------------------------- | -------------------------------------------------------------- |
| - Albania - Macedonia - Montenegro - Slovenia - Croazia - Serbia - Bosnia ed Erzegovina | - Danimarca - Finlandia - Norvegia - Islanda - Estonia - Lettonia | - Armenia - Azerbaigian - Bielorussia - Georgia - Russia - Ucraina | - Belgio - Cipro - Grecia - Australia - Paesi Bassi - Bulgaria | - Repubblica Ceca - Lituania - Irlanda - Malta - Polonia - San Marino | - Austria - Ungheria - Israele - Moldavia - Romania - Svizzera |

Il 25 gennaio 2016 si è tenuto il sorteggio che ha determinato la composizione delle semifinali, in quale metà della semifinale si sarebbero esibiti gli Stati sorteggiati e la semifinale in cui avranno avuto diritto di voto gli Stati già qualificati alla finale (con l'eccezione della Germania, che ha chiesto e ottenuto di poter votare nella seconda semifinale); nel sorteggio è stato, inoltre, esplicitato che la prima semifinale sarebbe stata composta da 18 Stati e la seconda da 19 (dal 22 aprile 2016 18, vista l'esclusione della Romania dalla manifestazione, sorteggiata a gareggiare proprio nella seconda semifinale) e che l'ordine di esibizione esatto sarebbe stato stabilito dalla produzione del programma e approvata dal supervisore UER del programma e dal Gruppo di Controllo. Il sorteggio esatto è stato:

Stati partecipanti alla prima semifinale
Stati con diritto di voto nella prima semifinale
Stati partecipanti alla seconda semifinale
Stati con diritto di voto alla seconda semifinale

     Stati partecipanti alla prima semifinale
     Stati con diritto di voto nella prima semifinale
     Stati partecipanti alla seconda semifinale
     Stati con diritto di voto alla seconda semifinale
| 1ª semifinale 10 maggio 2016                                                     | 1ª semifinale 10 maggio 2016                                                                    | 2ª semifinale 12 maggio 2016                                                              | 2ª semifinale 12 maggio 2016                                                |
| -------------------------------------------------------------------------------- | ----------------------------------------------------------------------------------------------- | ----------------------------------------------------------------------------------------- | --------------------------------------------------------------------------- |
| Croazia Finlandia Moldavia Armenia Grecia Ungheria Russia Paesi Bassi San Marino | Azerbaigian Cipro Malta Bosnia ed Erzegovina Estonia Repubblica Ceca Montenegro Islanda Austria | Lettonia Bielorussia Irlanda Svizzera Macedonia Australia Lituania Polonia Israele Serbia | Albania Bulgaria Danimarca Georgia Romania Slovenia Norvegia Ucraina Belgio |
| Con diritto di voto: Francia Spagna Svezia                                       | Con diritto di voto: Francia Spagna Svezia                                                      | Con diritto di voto: Germania Italia Regno Unito                                          | Con diritto di voto: Germania Italia Regno Unito                            |
| 1.                                                                               |                                                                                                 |                                                                                           |                                                                             |

#### Prima semifinale
La prima semifinale si è tenuta il 10 maggio 2016 dalle 21:00, CEST; hanno partecipato 18 stati ed hanno votato anche Francia, Spagna e Svezia.
| N. | Stato                | Cantante                             | Canzone              | Punti | Posizione |
| -- | -------------------- | ------------------------------------ | -------------------- | ----- | --------- |
| 01 | Finlandia            | Sandhja                              | Sing It Away         | 51    | 15        |
| 02 | Grecia               | Argo                                 | Utopian Land         | 44    | 16        |
| 03 | Moldavia             | Lidia Isac                           | Falling Stars        | 33    | 17        |
| 04 | Ungheria             | Freddie                              | Pioneer              | 197   | 4         |
| 05 | Croazia              | Nina Kraljić                         | Lighthouse           | 133   | 10        |
| 06 | Paesi Bassi          | Douwe Bob                            | Slow Down            | 197   | 5         |
| 07 | Armenia              | Iveta Mukuchyan                      | LoveWave             | 243   | 2         |
| 08 | San Marino           | Serhat                               | I Didn't Know        | 68    | 12        |
| 09 | Russia               | Sergej Lazarev                       | You Are the Only One | 342   | 1         |
| 10 | Repubblica Ceca      | Gabriela Gunčíková                   | I Stand              | 161   | 9         |
| 11 | Cipro                | Minus One                            | Alter Ego            | 164   | 8         |
| 12 | Austria              | Zoë                                  | Loin d'ici           | 170   | 7         |
| 13 | Estonia              | Jüri Pootsmann                       | Play                 | 24    | 18        |
| 14 | Azerbaigian          | Samra                                | Miracle              | 185   | 6         |
| 15 | Montenegro           | Highway                              | The Real Thing       | 60    | 13        |
| 16 | Islanda              | Greta Salóme                         | Hear Them Calling    | 51    | 14        |
| 17 | Bosnia ed Erzegovina | Dalal & Deen feat. Ana Rucner & Jala | Ljubav je            | 104   | 11        |
| 18 | Malta                | Ira Losco                            | Walk on Water        | 209   | 3         |

| Pos. | Televoto             | Punti | Giuria               | Punti |
| ---- | -------------------- | ----- | -------------------- | ----- |
| 1    | Russia               | 194   | Malta                | 155   |
| 2    | Austria              | 133   | Russia               | 148   |
| 3    | Ungheria             | 119   | Armenia              | 127   |
| 4    | Armenia              | 116   | Repubblica Ceca      | 120   |
| 5    | Paesi Bassi          | 95    | Paesi Bassi          | 102   |
| 6    | Cipro                | 93    | Azerbaigian          | 92    |
| 7    | Azerbaigian          | 93    | Croazia              | 80    |
| 8    | Bosnia ed Erzegovina | 78    | Ungheria             | 78    |
| 9    | Malta                | 54    | Cipro                | 71    |
| 10   | Croazia              | 53    | Montenegro           | 46    |
| 11   | San Marino           | 49    | Austria              | 37    |
| 12   | Repubblica Ceca      | 41    | Finlandia            | 35    |
| 13   | Islanda              | 24    | Islanda              | 27    |
| 14   | Grecia               | 22    | Bosnia ed Erzegovina | 26    |
| 15   | Finlandia            | 16    | Moldavia             | 24    |
| 16   | Estonia              | 15    | Grecia               | 22    |
| 17   | Montenegro           | 14    | San Marino           | 19    |
| 18   | Moldavia             | 9     | Estonia              | 9     |

12 punti (Giuria)
| N. | A               | Da                                           |
| -- | --------------- | -------------------------------------------- |
| 5  | Russia          | Azerbaigian, Cipro, Grecia, Moldavia, Svezia |
| 4  | Armenia         | Malta, Montenegro, Russia, Spagna            |
| 4  | Paesi Bassi     | Estonia, Finlandia, Islanda, San Marino      |
| 3  | Malta           | Armenia, Austria, Ungheria                   |
| 2  | Repubblica Ceca | Bosnia ed Erzegovina, Croazia                |
| 1  | Austria         | Francia                                      |
| 1  | Croazia         | Paesi Bassi                                  |
| 1  | Ungheria        | Repubblica Ceca                              |

12 punti (Televoto)
| N. | A                    | Da                                                        |
| -- | -------------------- | --------------------------------------------------------- |
| 6  | Russia               | Armenia, Azerbaigian, Estonia, Islanda, Malta, San Marino |
| 4  | Armenia              | Francia, Paesi Bassi, Repubblica Ceca, Russia             |
| 4  | Bosnia ed Erzegovina | Austria, Croazia, Montenegro, Svezia                      |
| 2  | Azerbaigian          | Moldavia, Ungheria                                        |
| 1  | Austria              | Spagna                                                    |
| 1  | Croazia              | Bosnia ed Erzegovina                                      |
| 1  | Cipro                | Grecia                                                    |
| 1  | Estonia              | Finlandia                                                 |
| 1  | Grecia               | Cipro                                                     |

#### Seconda semifinale
La seconda semifinale si è tenuta il 12 maggio 2016 alle 21:00, CEST; vi hanno gareggiato 18 Stati (fino all'esclusione della Romania gli Stati in gara erano 19) e hanno votato anche Germania, Italia e Regno Unito.
| N. | Stato       | Cantante                               | Canzone                          | Punti | Posizione |
| -- | ----------- | -------------------------------------- | -------------------------------- | ----- | --------- |
| 01 | Lettonia    | Justs                                  | Heartbeat                        | 132   | 8         |
| 02 | Polonia     | Michał Szpak                           | Color of Your Life               | 151   | 6         |
| 03 | Svizzera    | Rykka                                  | The Last of Our Kind             | 28    | 18        |
| 04 | Israele     | Hovi Star                              | Made of Stars                    | 147   | 7         |
| 05 | Bielorussia | Ivan                                   | Help You Fly                     | 84    | 12        |
| 06 | Serbia      | Sanja Vučić ZAA                        | Goodbye (Shelter)                | 105   | 10        |
| 07 | Irlanda     | Nicky Byrne                            | Sunlight                         | 46    | 15        |
| 08 | Macedonia   | Kaliopi                                | Dona                             | 88    | 11        |
| 09 | Lituania    | Donny Montell                          | I've Been Waiting for This Night | 222   | 4         |
| 10 | Australia   | Dami Im                                | Sound of Silence                 | 330   | 1         |
| 11 | Slovenia    | ManuElla                               | Blue and Red                     | 57    | 14        |
| 12 | Bulgaria    | Poli Genova                            | If Love Was a Crime              | 220   | 5         |
| 13 | Danimarca   | Lighthouse X                           | Soldiers of Love                 | 34    | 17        |
| 14 | Ucraina     | Jamala                                 | 1944                             | 287   | 2         |
| 15 | Norvegia    | Agnete                                 | Icebreaker                       | 63    | 13        |
| 16 | Georgia     | Nika Kocharov & Young Georgian Lolitaz | Midnight Gold                    | 123   | 9         |
| 17 | Albania     | Eneda Tarifa                           | Fairytale                        | 45    | 16        |
| 18 | Belgio      | Laura Tesoro                           | What's the Pressure              | 274   | 3         |

| Pos. | Televoto    | Punti | Giuria      | Punti |
| ---- | ----------- | ----- | ----------- | ----- |
| 1    | Ucraina     | 152   | Australia   | 188   |
| 2    | Australia   | 142   | Belgio      | 139   |
| 3    | Belgio      | 135   | Ucraina     | 135   |
| 4    | Polonia     | 131   | Israele     | 127   |
| 5    | Bulgaria    | 122   | Lituania    | 104   |
| 6    | Lituania    | 118   | Bulgaria    | 98    |
| 7    | Lettonia    | 68    | Georgia     | 84    |
| 8    | Macedonia   | 54    | Lettonia    | 64    |
| 9    | Bielorussia | 52    | Serbia      | 55    |
| 10   | Serbia      | 50    | Slovenia    | 49    |
| 11   | Georgia     | 39    | Macedonia   | 34    |
| 12   | Albania     | 35    | Bielorussia | 32    |
| 13   | Norvegia    | 34    | Norvegia    | 29    |
| 14   | Irlanda     | 31    | Svizzera    | 25    |
| 15   | Danimarca   | 24    | Polonia     | 20    |
| 16   | Israele     | 20    | Irlanda     | 15    |
| 17   | Slovenia    | 8     | Danimarca   | 10    |
| 18   | Svizzera    | 3     | Albania     | 10    |

12 punti (Giuria)
| N. | A         | Da                                                                                  |
| -- | --------- | ----------------------------------------------------------------------------------- |
| 9  | Australia | Belgio, Bulgaria, Danimarca, Israele, Italia, Lituania, Norvegia, Svizzera, Ucraina |
| 4  | Belgio    | Australia, Bielorussia, Irlanda, Slovenia                                           |
| 2  | Macedonia | Albania, Serbia                                                                     |
| 2  | Ucraina   | Georgia, Polonia                                                                    |
| 1  | Georgia   | Regno Unito                                                                         |
| 1  | Israele   | Germania                                                                            |
| 1  | Lituania  | Lettonia                                                                            |
| 1  | Serbia    | Macedonia                                                                           |

12 punti (Televoto)
| N. | A         | Da                                                        |
| -- | --------- | --------------------------------------------------------- |
| 6  | Ucraina   | Bielorussia, Bulgaria, Georgia, Italia, Lettonia, Polonia |
| 3  | Polonia   | Belgio, Germania, Ucraina                                 |
| 3  | Lituania  | Irlanda, Norvegia, Regno Unito                            |
| 2  | Belgio    | Australia, Danimarca                                      |
| 2  | Macedonia | Albania, Serbia                                           |
| 2  | Serbia    | Slovenia, Svizzera                                        |
| 1  | Albania   | Macedonia                                                 |
| 1  | Australia | Israele                                                   |
| 1  | Lettonia  | Lituania                                                  |

### Finale
La finale si è svolta il 14 maggio 2016 alle 21:00 CEST; vi hanno gareggiato 26 paesi di cui:
- i primi 10 qualificati durante la prima semifinale;
- i primi 10 qualificati durante la seconda semifinale;
- i 5 finalisti di diritto, i cosiddetti Big Five, ovvero Francia, Germania, Italia, Regno Unito e Spagna;
- la Svezia, paese ospitante.

Il 14 marzo 2016, a seguito di un'estrazione, è stato deciso che la Svezia, lo Stato organizzatore, avrebbe cantato al 9º posto. Nell'Interval Act si è esibito Justin Timberlake.
| N. | Stato           | Cantante                               | Canzone                          | Punti | Posizione |
| -- | --------------- | -------------------------------------- | -------------------------------- | ----- | --------- |
| 01 | Belgio          | Laura Tesoro                           | What's the Pressure              | 181   | 10        |
| 02 | Repubblica Ceca | Gabriela Gunčíková                     | I Stand                          | 41    | 25        |
| 03 | Paesi Bassi     | Douwe Bob                              | Slow Down                        | 153   | 11        |
| 04 | Azerbaigian     | Samra                                  | Miracle                          | 117   | 17        |
| 05 | Ungheria        | Freddie                                | Pioneer                          | 108   | 19        |
| 06 | Italia          | Francesca Michielin                    | No Degree of Separation          | 124   | 16        |
| 07 | Israele         | Hovi Star                              | Made of Stars                    | 135   | 14        |
| 08 | Bulgaria        | Poli Genova                            | If Love Was a Crime              | 307   | 4         |
| 09 | Svezia          | Frans                                  | If I Were Sorry                  | 261   | 5         |
| 10 | Germania        | Jamie-Lee Kriewitz                     | Ghost                            | 11    | 26        |
| 11 | Francia         | Amir                                   | J'ai cherché                     | 257   | 6         |
| 12 | Polonia         | Michał Szpak                           | Color of Your Life               | 229   | 8         |
| 13 | Australia       | Dami Im                                | Sound of Silence                 | 511   | 2         |
| 14 | Cipro           | Minus One                              | Alter Ego                        | 96    | 21        |
| 15 | Serbia          | Sanja Vučić ZAA                        | Goodbye (Shelter)                | 115   | 18        |
| 16 | Lituania        | Donny Montell                          | I've Been Waiting for This Night | 200   | 9         |
| 17 | Croazia         | Nina Kraljić                           | Lighthouse                       | 73    | 23        |
| 18 | Russia          | Sergej Lazarev                         | You Are the Only One             | 491   | 3         |
| 19 | Spagna          | Barei                                  | Say Yay!                         | 77    | 22        |
| 20 | Lettonia        | Justs                                  | Heartbeat                        | 132   | 15        |
| 21 | Ucraina         | Jamala                                 | 1944                             | 534   | 1         |
| 22 | Malta           | Ira Losco                              | Walk on Water                    | 153   | 12        |
| 23 | Georgia         | Nika Kocharov & Young Georgian Lolitaz | Midnight Gold                    | 104   | 20        |
| 24 | Austria         | Zoë                                    | Loin d'ici                       | 151   | 13        |
| 25 | Regno Unito     | Joe & Jake                             | You're Not Alone                 | 62    | 24        |
| 26 | Armenia         | Iveta Mukuchyan                        | LoveWave                         | 249   | 7         |

| Pos. | Televoto        | Punti | Giuria          | Punti |
| ---- | --------------- | ----- | --------------- | ----- |
| 1    | Russia          | 361   | Australia       | 320   |
| 2    | Ucraina         | 323   | Ucraina         | 211   |
| 3    | Polonia         | 222   | Francia         | 148   |
| 4    | Australia       | 191   | Malta           | 137   |
| 5    | Bulgaria        | 180   | Russia          | 130   |
| 6    | Svezia          | 139   | Belgio          | 130   |
| 7    | Armenia         | 134   | Bulgaria        | 127   |
| 8    | Austria         | 120   | Israele         | 124   |
| 9    | Francia         | 109   | Svezia          | 122   |
| 10   | Lituania        | 96    | Armenia         | 115   |
| 11   | Serbia          | 80    | Paesi Bassi     | 114   |
| 12   | Azerbaigian     | 73    | Lituania        | 104   |
| 13   | Lettonia        | 63    | Italia          | 90    |
| 14   | Ungheria        | 56    | Georgia         | 80    |
| 15   | Cipro           | 53    | Lettonia        | 69    |
| 16   | Belgio          | 51    | Spagna          | 67    |
| 17   | Paesi Bassi     | 39    | Regno Unito     | 54    |
| 18   | Italia          | 34    | Ungheria        | 52    |
| 19   | Croazia         | 33    | Azerbaigian     | 44    |
| 20   | Georgia         | 24    | Cipro           | 43    |
| 21   | Malta           | 16    | Repubblica Ceca | 41    |
| 22   | Israele         | 11    | Croazia         | 40    |
| 23   | Spagna          | 10    | Serbia          | 35    |
| 24   | Germania        | 10    | Austria         | 31    |
| 25   | Regno Unito     | 8     | Polonia         | 7     |
| 26   | Repubblica Ceca | 0     | Germania        | 1     |

12 punti (Giuria)
| N. | A           | Da |
| -- | ----------- | --- |
| 11 | Ucraina     | Bosnia ed Erzegovina, Danimarca, Georgia, Israele, Lettonia, Macedonia, Moldavia, Polonia, San Marino, Serbia, Slovenia |
| 9  | Australia   | Albania, Austria, Belgio, Croazia, Lituania, Paesi Bassi, Svezia, Svizzera, Ungheria                                    |
| 4  | Russia      | Azerbaigian, Bielorussia, Cipro, Grecia                                                                                 |
| 3  | Armenia     | Bulgaria, Spagna, Russia                                                                                                |
| 3  | Svezia      | Repubblica Ceca, Finlandia, Estonia                                                                                     |
| 2  | Belgio      | Australia, Irlanda |
| 2  | Italia      | Francia, Norvegia |
| 1  | Francia     | Armenia |
| 1  | Georgia     | Regno Unito |
| 1  | Israele     | Germania |
| 1  | Lituania    | Ucraina |
| 1  | Malta       | Montenegro |
| 1  | Paesi Bassi | Islanda |
| 1  | Spagna      | Italia |
| 1  | Regno Unito | Malta |

12 punti (Televoto)
| N. | A         | Da                                                                                                  |
| -- | --------- | --------------------------------------------------------------------------------------------------- |
| 10 | Russia    | Armenia, Azerbaigian, Bielorussia, Bulgaria, Estonia, Germania, Lettonia, Moldavia, Serbia, Ucraina |
| 6  | Serbia    | Bosnia ed Erzegovina, Croazia, Macedonia, Montenegro, Slovenia, Svizzera                            |
| 6  | Ucraina   | Finlandia, Italia, Polonia, Repubblica Ceca, San Marino, Ungheria                                   |
| 3  | Armenia   | Francia, Georgia, Russia                                                                            |
| 3  | Australia | Albania, Malta, Svezia                                                                              |
| 3  | Lituania  | Irlanda, Norvegia, Regno Unito                                                                      |
| 2  | Belgio    | Australia, Paesi Bassi                                                                              |
| 2  | Bulgaria  | Cipro, Spagna                                                                                       |
| 2  | Polonia   | Austria, Belgio                                                                                     |
| 2  | Svezia    | Danimarca, Islanda                                                                                  |
| 1  | Cipro     | Grecia                                                                                              |
| 1  | Francia   | Israele                                                                                             |
| 1  | Lettonia  | Lituania                                                                                            |

## PremiMarcel Bezençon
I vincitori sono stati:
- Premio della stampa:  Russia
- Premio per la miglior esibizione:  Ucraina
- Premio per la miglior composizione:  Australia

## OGAE 2016
L'OGAE 2016 è una classifica redatta da gruppi dell'OGAE, un'organizzazione internazionale che consiste in una rete di oltre 40 club di fan della competizione, in vari Paesi europei e non. Come ogni anno, i membri dell'OGAE hanno avuto l'opportunità di votare dal 4 aprile al 2 maggio per la loro canzone preferita prima della gara e i risultati sono stati pubblicati sul sito dell'organizzazione.
| Posizione | Paese     | Cantante            | Canzone*                | Punti |
| --------- | --------- | ------------------- | ----------------------- | ----- |
| 1         | Francia   | Amir                | J'ai cherché            | 425   |
| 2         | Russia    | Sergej Lazarev      | You Are the Only One    | 392   |
| 3         | Australia | Dami Im             | Sound of Silence        | 280   |
| 4         | Bulgaria  | Poli Genova         | If Love Was a Crime     | 175   |
| 5         | Italia    | Francesca Michielin | No Degree of Separation | 170   |

*La tabella raffigura il voto finale di 45 OGAE club, con due club (OGAE Bulgaria e OGAE Moldavia) assenti alla votazione di questo sondaggio.

## Giurie
Il 29 aprile 2016 l'UER ha reso nota la lista dei membri delle giurie nazionali che costituiranno la classifica della giuria all'evento. Essi sono:
In grassetto i presidenti di giuria.
- Albania: Edison Misso, Kejsi Tola, Flamur Shehu, Nisida Tufa, Agim Doci
- Armenia: Hayko, Naira Gurjinyan, Erik, DJ Dale, Arevik Simonyan
- Australia: Monica Trapaga, Shannon Noll, Craig Porteils, James Mathison, Myf Warhurst
- Austria: Sankil Jones, Dorothee Freiberger, Franz Pleterski, Hille, Peter Pansky
- Azerbaigian: Gulchohra Shafiyeva, Brilliant Dadashova, Ayyub Guliyev, Farid Aliyev, Tarane Muradova
- Belgio: Tom Helsen, Axel Hirsoux, Aurlie, Jo Lemaire, Leen Demaré
- Bielorussia: Teo, Vol'ha, Drazdova, Aljaksandr Kapënkin, Henadz' Markevič, Vol'ha Plotnikava
- Bosnia ed Erzegovina: Alma Čardžić, Djordje Jovančić, Elvir Hadžijamaković, Amir Misirlić, Ana Babić
- Bulgaria: Michail Ivanon Belčev, Angel Angelov Zaberski, Joanna Nikolova Dragneva, Teodora Milčeva Kacarova, Stojan Jankulov
- Croazia: Duško Mandić, Boris Đurđević, Kim Verson, Pamela Ramljak, Damir Kedžo
- Cipro: Poly Roussou, Sīlia Iōannidou, Nikos Evangelou, Christina Tselepou, Kypros Karaviōtīs
- Danimarca: Kaya Brüel, Jimmy Jørgensen, Morten Specht, Hilda Heick, Basim
- Estonia: Priit Pajusaar, Els Himma, Maiken, Hanna Parman, Taavi Paomets
- Finlandia: Jurek, Hanna Kinnunen, Heimo Hatakka, Jori Allan Petteri Sjöroos, Jannika B
- Francia: Roberto Ciurleo, Pat Angeli, Sarah Caillibot, Dumé, Léa Ivanne
- Georgia: Asanishvili George, Mikheil Javakhishvili, Natsvlishvili Nata, Zaza Orashvili, Helen Kalandadze
- Germania: Namika, Hoss Power, Boss Burns, Sarah Connor, Anna Loos
- Grecia: Mariza Faklī, Christiana Stamatelou, Geōrgios Segredakīs, Adam Tsarouchīs, Lambros Kōnstantaras
- Irlanda: Ken O'Sullivan, Molly Sterling, Lauren Murphy, Caroline Henry, Jimmy Rainsford
- Islanda: Kristin Bjorg, Maggi Kjartans, Kristjana Stefans, Vera, Bjorgvin Ivar
- Israele: Betty, Nathan Slor, Chaya Zel, Rhone Rabin, Tsach Zimroni
- Italia: Max Novaresi, Alessandro Pigliavento, Paolo Belli, Stefania Zizzari, Andrea Maria Delogu
- Lettonia: Aigars Dinsbergs, Andrejs Volkovs, Iluta Alsberga, Antra Lapsa, DJ Rudd
- Lituania: Nomeda Kazlaus, Vidas Bareikis, Egle Nepaite Abaraviciene, Vytautas Lukocius, Justas Cekuolis
- Macedonia: Vanč Dimitrov, Prince, Goran Naumovski, Anja Veterova, Miyatta
- Malta: Muxu, Peter Borg, Maria Abdilla, Ismael Portelli, Angie Laus
- Moldavia: Iurie Mahovici, Lidia Scarlat, Adriano Marian, Georgeta Voinovan, Ion Bratescu
- Montenegro: Srdjan Bulatovic, Andrea Demirovic, Dejan Bozovic, Zeko, Ivana Canovic
- Norvegia: Pernille Torp-Holte, Christian Ingebrigtsen, Tom Stereo, Nicholas Emmanuel Carlie, Mia Gundersen Leliënhof
- Paesi Bassi: Jennie Lena, Holger Schwedt, Setske Mostaert, Ruud de Wild, Marga Bult
- Polonia: Jakub Raczynski, Marcin Kusy, Monika Kuszynska, Jacek Kecik, Piotr Mikołajczak
- Regno Unito: CeCe Sammy, Bea Munro, Seamus Haji, Sean McGhee, Kiran Thakrar
- Repubblica Ceca: Miloš Skalka, Pavel Anděl, Petr Král, Marcela Kočandrlová, Markéta Nešlehová
- Russia: Gennadij Gladkov, Denis Majdanov, Lipa, Oskar Kučera, Anastasija Stockaja
- San Marino: Monica Moroni, Leonardo Bollini, Gea Gasperoni, Oder, Carlo Chiaruzzi
- Serbia: Slobodan Marković, Čutura, Mari Mari, Bojana Stamenov, Vladimir Graić
- Slovenia: Marjetka Vovk, Tadej Kosir, Ursa Vlasic, Clemens, Eva Hren
- Spagna: Electric Nana, Xuso Jones, Salvador Beltrán, Coral Segovia, Maverick
- Svezia: Karin Gunnarsson, Anderz Wrethov, Lisa Ajax, Anton Ewald, Rickard Keilor
- Svizzera: TBA/Phonag, Viola Tami, Luca Hänni, Tshanda Sangwa, Charlie Roe
- Ucraina: Oleksandr Ksenofontov, Marija Burmaka, Valentyn Koval', Andre France, Valerija Čačybaja
- Ungheria: Viktor Rakonczai, Begi Lotfi, Kati Wolf, Károly Frenreisz, Péter Novák

## Trasmissione dell'evento e commentatori

### Televisione e radio
| Paese                | Trasmissione                | Emittente          | Stazione                                                     | Commentatori                               | Note                            |
| -------------------- | --------------------------- | ------------------ | ------------------------------------------------------------ | ------------------------------------------ | ------------------------------- |
| Albania              | Completa                    | RTSH               | RTSH 1 RTSH HD RTSH Muzikë Radio Tirana                      | Andri Xhahu                                | [ 106 ] [ 106 ]                 |
| Armenia              | Completa                    | ARMTV              | Armenia 1                                                    | Avet Barseghyan                            | [ 107 ]                         |
| Armenia              | Completa                    | ARMR               |                                                              | Avet Barseghyan                            | [ 107 ]                         |
| Australia            | Completa                    | SBS                | SBS Television SBS Radio 4                                   | Julia Zemiro Sam Pang                      | [ 108 ] [ 109 ]                 |
| Austria              | Completa                    | ORF                | ORF eins                                                     | Andi Knoll                                 | [ 110 ] [ 111 ]                 |
| Austria              | Finale                      | ORF                | ORF 2                                                        | Nessuno                                    | [ 110 ] [ 111 ]                 |
| Azerbaigian          | Completa                    | İTV                | İctimai Televiziya                                           | Azər Süleymanlı                            | [ 112 ] [ 113 ]                 |
| Belgio               | Completa                    | RTBF               | La Une                                                       | Jean-Louis Lahaye Maureen Louys            | [ 114 ] [ 115 ]                 |
| Belgio               | Completa                    | VRT                | Één                                                          | Peter Van de Veire                         | [ 114 ] [ 115 ]                 |
| Bielorussia          | Completa                    | BTRC               | Belarus-1 Belarus 24                                         | Jaŭgen Perlin                              | [ 116 ]                         |
| Bosnia ed Erzegovina | Completa                    | BHRT               | BHT1 BHT HD BH Radio 1                                       | Dejan Kukrić                               | [ 117 ]                         |
| Bulgaria             | Completa                    | BNT                | BNT 1 BNT HD                                                 | Elena Rozberg Georgi Kušvaliev             | [ 118 ] [ 119 ]                 |
| Cina                 | Completa                    | Hunan Television   | Hunan Television                                             | Kubert Leung Wu Zhoutong                   | [ 120 ]                         |
| Cipro                | Completa                    | CyBC               | CyBC 1 CyBC HD CyBC Sat CyBC Triton                          | Melina Karageōrgiou                        | [ 121 ]                         |
| Croazia              | Completa                    | HRT                | HRT 1                                                        | Duško Ćurlić                               | [ 122 ]                         |
| Croazia              | Completa                    | HRT                | HR 2                                                         | Zlatko Turkalj                             | [ 122 ]                         |
| Danimarca            | Completa                    | DR                 | DR1                                                          | Ole Tøpholm                                | [ 123 ] [ 124 ]                 |
| Danimarca            | Completa                    | DR                 | DR Ramasjang                                                 | Nessuno                                    | [ 123 ] [ 124 ]                 |
| Estonia              | Completa                    | ERR                | ETV                                                          | Marko Reikop                               | [ 125 ] [ 126 ] [ 127 ]         |
| Estonia              | Completa                    | ERR                | ETV+                                                         | Aleksandr Hobotov                          | [ 125 ] [ 126 ] [ 127 ]         |
| Estonia              | Prima semifinale e finale   | ERR                | Raadio 2                                                     | Mart Juur Andrus Kivirähk                  | [ 125 ] [ 126 ] [ 127 ]         |
| Finlandia            | Completa                    | Yle                | Yle TV2 TV Finland Yle Radio Vega                            | Mikko Silvennoinen                         | [ 128 ] [ 129 ]                 |
| Finlandia            | Completa                    | Yle                | Yle TV2 TV Finland Yle Radio Vega                            | Eva Frantz Johan Lindroos                  | [ 128 ] [ 129 ]                 |
| Finlandia            | Completa                    | Yle                | Yle Radio Suomi                                              | Sanna Pirkkalainen Toni Laaksonen          | [ 128 ] [ 129 ]                 |
| Francia              | Semifinali                  | France Télévisions | France 4                                                     | Marianne James Jarry                       | [ 130 ] [ 131 ]                 |
| Francia              | Finale                      | France Télévisions | France 2                                                     | Marianne James Stéphane Bern               | [ 130 ] [ 131 ]                 |
| Georgia              | Completa                    | GPB                | 1TV                                                          | Tuta Chkheidze Nika Katsia                 | [ 132 ]                         |
| Germania             | Semifinali                  | ARD/NDR            | Einsfestival Phoenix                                         | Peter Urban                                | [ 133 ]                         |
| Germania             | Finale                      | ARD/NDR            | Das Erste                                                    | Peter Urban                                | [ 133 ]                         |
| Grecia               | Completa                    | ERT                | ERT1 ERT HD ERT World Deftero Programma La Voce della Grecia | Maria Kozakou Giōrgos Kapoutzidīs          | [ 134 ]                         |
| Irlanda              | Semifinali                  | RTÉ                | RTÉ2                                                         | Marty Whelan                               | [ 135 ]                         |
| Irlanda              | Finale                      | RTÉ                | RTÉ One                                                      | Marty Whelan                               | [ 135 ]                         |
| Irlanda              | Seconda semifinale e finale | RTÉ                | RTÉ Radio 1                                                  | Neil Doherty Zbyszek Zalinski              | [ 135 ]                         |
| Islanda              | Completa                    | RÚV                | RÚV 1 Rás 2                                                  | Gísli Marteinn Baldursson                  | [ 136 ]                         |
| Israele              | Completa                    | IBA                | Channel 1                                                    | Nessuno                                    | [ 137 ]                         |
| Israele              | Seconda semifinale e finale | IBA                | Channel 33                                                   | Nessuno                                    | [ 137 ]                         |
| Israele              | Seconda semifinale e finale | IBA                | IBA 88FM                                                     | Kobi Menora Or Vaxman Nancy Brandes        | [ 137 ]                         |
| Italia               | Completa                    | Rai                | Rai Radio 2                                                  | Marco Ardemagni Filippo Solibello          | [ 138 ] [ 139 ] [ 140 ] [ 141 ] |
| Italia               | Semifinali                  | Rai                | Rai 4                                                        | Marco Ardemagni Filippo Solibello          | [ 138 ] [ 139 ] [ 140 ] [ 141 ] |
| Italia               | Finale                      | Rai                | Rai 1 Rai Italia                                             | Flavio Insinna Federico Russo              | [ 138 ] [ 139 ] [ 140 ] [ 141 ] |
| Kazakistan           | Completa                    | KA                 | Khabar TV                                                    | Dıana Snegına Qaldybek Jaısanbaı           | [ 142 ]                         |
| Kosovo               | Completa                    | RTK                | RTK 1                                                        | Sconosciuto                                | [ 143 ]                         |
| Lettonia             | Completa                    | LTV                | LTV1                                                         | Valters Frīdenbergs Toms Grēviņš           | [ 144 ] [ 145 ]                 |
| Lituania             | Completa                    | LRT                | LRT Televizija LRT Radijas                                   | Darius Užkuraitis                          | [ 146 ] [ 147 ]                 |
| Lituania             | Completa                    | LRT                | LRT Kultūra                                                  | Nessuno                                    | [ 146 ] [ 147 ]                 |
| Macedonia            | Completa                    | MRT                | MRT 1                                                        | Karolina Petkovska                         | [ 148 ]                         |
| Malta                | Completa                    | PBS                | TVM                                                          | Arthur Caruana                             | [ 149 ]                         |
| Moldavia             | Completa                    | TRM                | Moldova 1 Radio Moldova                                      | Gloria Gorceag                             | [ 150 ] [ 151 ]                 |
| Montenegro           | Completa                    | RTCG               | TV CG 1 TV CG SAT                                            | Dražen Bauković Tijana Mišković            | [ 152 ]                         |
| Norvegia             | Completa                    | NRK                | NRK1                                                         | Olav Viksmo-Slettan                        | [ 153 ] [ 154 ]                 |
| Norvegia             | Finale                      | NRK                | NRK3                                                         | Ronny Brede Aase Silje Nordnes Markus Neby | [ 153 ] [ 154 ]                 |
| Norvegia             | Seconda semifinale e finale | NRK                | NRK P1                                                       | Ole Christian Øen                          | [ 153 ] [ 154 ]                 |
| Norvegia             | Completa                    | NRK                | NRK Tegnspråk                                                | Nessuno                                    | [ 153 ] [ 154 ]                 |
| Nuova Zelanda        | Finale                      | BBC UKTV           | BBC UKTV                                                     | Graham Norton                              | [ 155 ]                         |
| Paesi Bassi          | Completa                    | NPO                | NPO 1 BVN                                                    | Cornald Maas Jan Smit Douwe Bob            | [ 156 ] [ 157 ]                 |
| Polonia              | Completa                    | TVP                | TVP1 TVP Polonia TVP Rozrywka TVP HD                         | Artur Orzech                               | [ 158 ]                         |
| Portogallo           | Completa                    | RTP                | RTP1                                                         | Hélder Reis Nuno Galopim                   | [ 159 ]                         |
| Regno Unito          | Semifinali                  | BBC                | BBC Four                                                     | Scott Mills Mel Giedroyc                   | [ 160 ]                         |
| Regno Unito          | Finale                      | BBC                | BBC One                                                      | Graham Norton                              | [ 160 ]                         |
| Regno Unito          | Finale                      | BBC                | BBC Radio 2                                                  | Ken Bruce                                  | [ 160 ]                         |
| Repubblica Ceca      | Semifinali                  | ČT                 | ČT2                                                          | Libor Bouček                               | [ 161 ]                         |
| Repubblica Ceca      | Finale                      | ČT                 | ČT1                                                          | Libor Bouček                               | [ 161 ]                         |
| Russia               | Completa                    | VGTRK              | Rossija 1 Rossija HD                                         | Dmitrij Guberniev Ėrnest Mackjavičjus      | [ 162 ]                         |
| San Marino           | Completa                    | SMRTV              | San Marino RTV Radio San Marino                              | Lia Fiorio Gigi Restivo                    | [ 163 ]                         |
| Serbia               | Prima semifinale            | RTS                | RTS1 RTS HD RTS SAT                                          | Dragan Ilić                                | [ 164 ]                         |
| Serbia               | Seconda semifinale e finale | RTS                | RTS1 RTS HD RTS SAT                                          | Duška Vučinić                              | [ 164 ]                         |
| Slovacchia           | Finale                      | RTVS               | RTVS                                                         | Sconosciuto                                | [ 165 ]                         |
| Slovenia             | Semifinali                  | RTV SLO            | TV SLO 2                                                     | Andrej Hofer                               | [ 166 ]                         |
| Slovenia             | Finale                      | RTV SLO            | TV SLO 1                                                     | Andrej Hofer                               | [ 166 ]                         |
| Slovenia             | Seconda semifinale e finale | RTV SLO            | Radio Val 202                                                | Andrej Hofer                               | [ 166 ]                         |
| Slovenia             | Completa                    | RTV SLO            | Radio Maribor                                                | Andrej Hofer                               | [ 166 ]                         |
| Spagna               | Semifinali                  | RTVE               | La 2                                                         | José María Íñigo Julia Varela              | [ 167 ]                         |
| Spagna               | Finale                      | RTVE               | La 1                                                         | José María Íñigo Julia Varela              | [ 167 ]                         |
| Stati Uniti          | Finale                      | Logo TV            | Logo TV                                                      | Carson Kressley Michelle Collins           | [ 168 ]                         |
| Svezia               | Completa                    | SVT                | SVT1                                                         | Lotta Bromé                                | [ 169 ] [ 170 ]                 |
| Svezia               | Completa                    | SVT                | SR P4                                                        | Carolina Norén Björn Kjellman              | [ 169 ] [ 170 ]                 |
| Svezia               | Completa                    | SVT                | SVT24                                                        | Nessuno                                    | [ 169 ] [ 170 ]                 |
| Svizzera             | Semifinali                  | SRF                | SRF zwei                                                     | Sven Epiney                                | [ 171 ] [ 172 ] [ 173 ]         |
| Svizzera             | Finale                      | SRF                | SRF 1                                                        | Sven Epiney                                | [ 171 ] [ 172 ] [ 173 ]         |
| Svizzera             | Finale                      | SRF                | Radio SRF 3                                                  | Peter Schneider Gabriel Vetter             | [ 171 ] [ 172 ] [ 173 ]         |
| Svizzera             | Seconda semifinale e finale | RTS                | RTS Deux                                                     | Jean-Marc Richard Nicolas Tanner           | [ 171 ] [ 172 ] [ 173 ]         |
| Svizzera             | Seconda semifinale          | RSI                | RSI LA2                                                      | Clarissa Tami                              | [ 171 ] [ 172 ] [ 173 ]         |
| Svizzera             | Finale                      | RSI                | RSI LA1                                                      | Clarissa Tami Michele Carobbio             | [ 171 ] [ 172 ] [ 173 ]         |
| Ucraina              | Completa                    | NTU                | UA:Peršyj                                                    | Timur Mirošnyčenko Tetjana Terechova       | [ 174 ]                         |
| Ucraina              | Completa                    | Ukraїns'ke Radio   | Ukraїns'ke Radio                                             | Olena Zelinčenko                           | [ 174 ]                         |
| Ungheria             | Completa                    | MTVA               | Duna TV                                                      | Gábor Gundel Takács                        | [ 175 ]                         |

## Ascolti
Il 24 maggio 2016 l'UER ha diramato gli ascolti globali delle tre serate di questa edizione dell'Eurovision Song Contest: 204 milioni di telespettatori , in crescita rispetto ai 197 milioni del 2015. La finale ha raggiunto, in media, uno share del 36,3% in 40 Paesi, più del doppio degli ascolti medi in Prime Time per lo stesso gruppo di canali. L'Islanda è il Paese che ha ottenuto lo share più alto tra tutti quelli in gara: 95,3%. Tra le Big 5 in crescita gli ascolti di Italia, Francia, Germania e UK, mentre sono calati quelli della Spagna.

## Portavoce
Il 14 maggio 2016, poche ore prima della finale, è stato stabilito l'ordine di presentazione dei portavoce, basato su considerazioni tecniche e logistiche e non più sull'algoritmo usato in precedenza. L'ordine inizialmente stabilito ed i portavoce sono:
1. Austria: Kati Bellowitsch (Portavoce dello stato dall'edizione 2011)
2. Islanda: Unnsteinn Manuel Stefánsson
3. Azerbaigian: Tural Asadov (Portavoce anche nell'edizione precedente)
4. San Marino: Irol MC
5. Repubblica Ceca: Daniela Písařovicová (Portavoce anche nell'edizione precedente)
6. Irlanda: Sinéad Kennedy
7. Georgia: Nina Sublatti (Rappresentante dello stato all'Eurovision Song Contest 2015)
8. Bosnia ed Erzegovina: Ivana Crnogorac
9. Malta: Ben Camille (Presentatore del Junior Eurovision Song Contest 2016)
10. Spagna: Jota Abril
11. Finlandia: Jussi-Pekka Rantanen
12. Svizzera: Sebalter (Rappresentante dello stato all'Eurovision Song Contest 2014)
13. Danimarca: Ulla Essendrop
14. Francia: Élodie Gossuin
15. Moldavia: Olivia Furtună
16. Armenia: Arman Margaryan
17. Cipro: Loukas Chamatsos
18. Bulgaria: Anna Angelova
19. Paesi Bassi: Trijntje Oosterhuis (Rappresentante dello stato all'Eurovision Song Contest 2015)
20. Lettonia: Toms Grēviņš
21. Israele: Ofer Nachshom (Portavoce dello stato nell'edizione 2009)
22. Bielorussia: Uzari (Rappresentante dello stato all'Eurovision Song Contest 2015 con Maimuna)
23. Germania: Barbara Schöneberger (Portavoce anche nell'edizione precedente)
24. Russia: Njuša
25. Norvegia: Elisabeth Andreassen (Vincitrice dell'Eurovision Song Contest 1985 come parte delle Bobbysocks)
26. Australia: Lee Lin Chin (Portavoce anche nell'edizione precedente)
27. Belgio: Umesh Vangaver
28. Regno Unito: Richard Osman
29. Croazia: Nevena Rendeli
30. Grecia: Kōnstantinos Christoforou (Rappresentante di Cipro all'Eurovision Song Contest 1996, 2002 e 2005 e portavoce nell'edizione 2006)
31. Lituania: Ugnė Galadauskaitė
32. Serbia: Dragana Kosjerina
33. Macedonia: Dijana Gogova
34. Albania: Andri Xhahu (Portavoce dello stato dall'edizione 2012)
35. Estonia: Daniel Levi Viinalass
36. Ucraina: Vjerka Serdjučka (Rappresentante dello stato all'Eurovision Song Contest 2007)
37. Italia: Claudia Andreatti
38. Polonia: Anna Popek (Portavoce dello stato all'Eurovision Dance Contest 2008)
39. Slovenia: Marjetka Vovk (Rappresentante dello Stato all'Eurovision Song Contest 2015 come parte dei Maraaya)
40. Ungheria: Csilla Tatár
41. Montenegro: Danijel Alibabić (Rappresentante della Serbia e Montenegro all'Eurovision Song Contest 2005 come parte dei No Name)
42. Svezia: Gina Dirawi

### Annotazioni
1. 1 2 3 4 5  Commento integrato nella lingua dei segni.
2. ↑  Commento in lingua francese.
3. ↑  Commento in lingua olandese.
4. ↑  Commento in lingua estone.
5. ↑  Commento in lingua russa.
6. ↑  Commento in lingua finlandese.
7. ↑  Commento in lingua svedese.
8. ↑  Commento in lingua finlandese.
9. ↑  La trasmissione della prima semifinale è stata in differita.
10. ↑  Solo durante la serata finale.
11. ↑  Solo durante la seconda finale.
12. ↑  La trasmissione su TVP Rozrywka e TVP HD è stata in differita.
13. ↑  Commento in lingua tedesca.
14. ↑  Commento in lingua francese.
15. ↑  Commento in lingua italiana.

### Fonti
1. 1 2 3 4 5 6 7  (EN) Eurovision 2016: Globen Arena in Stockholm to host Eurovision, esctoday.com
2. ↑   [UPD] Follow live: Heads of Delegations meet in Vienna - Eurovision Song Contest Tel Aviv 2019, su eurovision.tv. URL consultato il 13 ottobre 2018.
3. ↑  (EN) OSRAM becomes Official Lighting Partner of Eurovision 2016, eurovision.tv
4. ↑  (EN) Tele2 becomes the Official Mobile Operator of Eurovision 2016, eurovision.tv
5. ↑  (EN) Visa Europe becomes Official Partner of the 2016 Eurovision Song Contest, eurovision.tv
6. 1 2  (EN) Allocation Draw: The results!, eurovision.tv
7. ↑  (EN) ESC’16: Televoting Points Reveal Explained, EUROVOIX.COM
8. ↑  (EN) Biggest change to Eurovision Song Contest voting since 1975, eurovision.tv
9. 1 2 3 4  (EN) TVR (Romania) no longer entitled to take part in Eurovision 2016, su https://www.eurovision.tv/. URL consultato il 22 aprile 2016.
10. 1 2  (EN) Romania: Unable To Compete in Eurovision 2016, EUROVOIX.COM
11. ↑  Här är arenan där SVT vill anordna Eurovision | Nöje
12. ↑  Eurovision 2016: Stoccolma o Göteborg? Entro agosto la scelta
13. ↑  Eurovision 2016 - Entra in gara Örnsköldsvik ed esce Malmö
14. ↑  (EN) Eurovision 2016: SVT reveals the hosts Archiviato il 16 dicembre 2015 in Internet Archive., esctoday.com
15. ↑   Eurovision The Party: entra in scena la Tele2 Arena, su eurofestivalnews.com. URL consultato il 14 marzo 2016.
16. 1 2  (EN) Eurovision 2016: Göteborg would like to embrace the contest!, esctoday.com
17. 1 2  (EN) Eurovision 2016: Malmö is very much in the host city race!, esctoday.com
18. 1 2  (EN) Eurovision 2016: Sandviken enters the host city race with Göransson Arena!, esctoday.com
19. ↑  (EN) Eurovision 2016: Stockholm’s bid to host ESC includes 3 potential venues, esctoday.com
20. ↑  (EN) 43 countries represented in Stockholm!, eurovision.tv
21. 1 2 3  (EN) Participants of Stockholm 2016, su eurovision.tv. URL consultato il 6 gennaio 2023.
22. ↑  (EN) Marco Brey, Eneda Tarifa to represent Albania with a "Fairytale", in Eurovision Song Contest, 28 dicembre 2015. URL consultato il 28 luglio 2019.
23. ↑  (EN) Eris Malaj, Albania: Eneda Tarifa to reveal Fairytale Love in March, in EuroVisionary, 3 febbraio 2016. URL consultato il 28 luglio 2019.
24. ↑  (EN) Armenia: Iveta Mukuchyan to Stockholm!, esctoday.com
25. ↑  (EN) Armenia: Iveta’s song ‘LoveWave’ to premiere on March 2nd, ESCDAILY.COM
26. ↑  (EN) Dami Im to Represent Australia at the 2016 Eurovision Song Contest, su eurovision.tv, 3 marzo 2016. URL consultato il 3 marzo 2016.
27. ↑  (EN) Genevieve Dwyer, Australian song sneak peek: Dami Im set to reveal her entry for Eurovision 2016!, su sbs.com.au, SBS. URL consultato il 10 marzo 2016.
28. ↑  (EN) Austria: Zoë to Stockholm!, esctoday.com
29. ↑  (EN) Chris Halpin, Azerbaijan: Samra Rahimli will sing “Miracle” at Eurovision 2016, su wiwibloggs.com. URL consultato il 10 marzo 2015.
30. ↑  Eurovision 2016: “What’s the pressure?” di Laura Tesoro per il Belgio, Eurofestival NEWS
31. ↑  (EN) Belarus: Ivan with rock song to Eurovision, ESCDAILY.COM - BRINGING YOU THE NEWS AS IT BREAKS
32. ↑  (EN) Dalal Midhat Talakić, Fuad Backović-Deen and Ana Rucner to represent Bosnia & Herzegovina, eurovision.tv
33. ↑  (EN) Bosnia & Herzegovina: “Ljubav Je” Is Off To Stockholm, EUROVOIX.COM
34. ↑  (EN) Bulgaria: Poli Genova will fly to Stockholm!, esctoday.com
35. ↑  (EN) Marco Brey, Bulgaria: "If Love Was A Crime" presented next week, su eurovision.tv. URL consultato il 14 marzo 2016.
36. ↑  (EN) Cyprus: Minus One to Stockholm!, esctoday.com
37. ↑  (EN) Tonight: Alter Ego premiere in Cyprus, esctoday.com
38. ↑  (EN) Croatia: The Voice-winner Nina Kraljić to Stockholm, ESCDAILY.COM
39. ↑  (EN) Marco Brey, Croatia: Nina Kraljić will sing "Lighthouse", su eurovision.tv. URL consultato il 9 marzo 2016.
40. ↑  (EN) Denmark: Lighthouse X to Stockholm, Anja Nissen comes second, ESCDAILY.COM
41. ↑   Estonia: It’s Jüri Pootsmann to Stockholm!, su esctoday.com. URL consultato il 5 marzo 2016.
42. ↑  (EN) Pete Lewis, Finland: Sandhja wins UMK 16, in ESCToday, 27 febbraio 2016. URL consultato il 28 luglio 2019.
43. ↑  (EN) Amir is the French choice for Stockholm!, eurovision.tv
44. ↑  (EN) Georgia: Nika Kocharov & Young Georgian Lolitaz to Stockholm!, esctoday.com
45. ↑  (EN) Georgia: Midnight Gold to Stockholm!, esctoday.com
46. ↑  (EN) Jamie-Lee Kriewitz to represent Germany, eurovision.tv
47. ↑  (EN) Xavier Naidoo to represent Germany in Stockholm, eurovision.tv
48. ↑  (EN) Germany: Xavier Naidoo will not go to Eurovision, esctoday.com
49. ↑  (EN) Greece: With Argo to Eurovision!, esctoday.com
50. ↑  (EN) Greece: Utopian Land radio premiere tomorrow, esctoday.com
51. ↑  L’Irlanda conferma: Nicky Byrne dei Westlife canterà “Sunlight” all’Eurovision 2016, Eurofstival NEWS
52. ↑  (EN) Iceland: It’s Greta Salóme to Stockholm!, esctoday.com
53. ↑  (EN) Israel: Hovi Star to Stockholm Archiviato il 21 marzo 2016 in Internet Archive., ESCDAILY.COM
54. ↑  Francesca Michielin to represent Italy! , Eurovision.tv
55. ↑  (EN) Italy: Stadio win Sanremo; will not to go to Eurovision, esctoday.com
56. ↑   Sanremo, in 11,2 milioni per la finale. Leone: 6,5 milioni di saldo. Michielin all'Eurovision al posto degli Stadio, in la Repubblica, 14 febbraio 2016. URL consultato il 28 luglio 2019.
57. ↑   Eurovision 2016: Nessun grado di separazione sarà in italiano e inglese, su eurofestivalnews.com. URL consultato il 14 marzo 2016.
58. ↑  (EN) Justs to represent Latvia in 2016 with Heartbeat, eurovision.tv
59. ↑  (EN) Jakov I. Leon, It's Donny Montell for Lithuania!, su eurovision.tv. URL consultato il 12 marzo 2016.
60. ↑  (EN) FYR Macedonia: Kaliopi to Stockholm!, esctoday.com
61. ↑  (EN) FYR Macedonia: Kaliopi to premiere Dona on 7 March, esctoday.com
62. ↑  (EN) Malta: Ira Losco to Stockholm, ESCDAILY.COM - BRINGING YOU THE NEWS AS IT BREAKS
63. ↑  (EN) Walk on Water – Malta's Eurovision Song for 2016, su tvm.com.mt, MTV. URL consultato il 14 marzo 2016.
64. ↑  (EN) Moldova: Lidia Isac will fly to Stockholm!, esctoday.com
65. ↑  (EN) Highway to represent Montenegro!, eurovision.tv
66. ↑  (EN) Montenegro: Highway release their Eurovision entry, ESCDAILY.COM
67. ↑  (EN) Agnete to represent Norway in 2016, eurovision.tv
68. ↑  (EN) The Netherlands: Douwe Bob to Stockholm!, esctoday.com
69. ↑  (EN) The Netherlands: Video premiere of "Slow Down", eurovision.tv
70. ↑  (EN) Poland: Michał Szpak to Stockholm, ESCDAILY.COM
71. ↑  (EN) Joe & Jake to represent the United Kingdom in Stockholm, eurovision.tv
72. ↑  (EN) Czech Republic: Gabriela Gunčíková to Stockholm!, esctoday.com
73. ↑  (EN) Russia: Sergey Lazarev to Stockholm! Archiviato il 14 dicembre 2015 in Internet Archive., esctoday.com
74. ↑  (EN) Marco Brey, Russia: "You Are The Only One" presented, su eurovision.tv. URL consultato il 10 marzo 2016.
75. ↑  Serhat rappresenterà San Marino All'Eurivision Song Contest 2016, RTV SAN MARINO
76. ↑   ESC 2016: "I Didn't Know" la canzone di Serhat rappresenta San Marino, su smtvsanmarino.sm, SMTV. URL consultato il 9 marzo 2016.
77. ↑  (EN) Serbia: ZAA to sing ‘Goodbye’ in Stockholm, ESCDAILY.COM
78. ↑  (EN) "Tonight: Serbia premiere song entry, Goodbye, ESCDAILY.COM
79. ↑  [eurofestivalnews.com/2016/02/27/eurovision-2016-manuella-con-blue-and-red-per-la-slovenia/ Eurovision 2016, ManuElla con "Blue and Red" per la Slovenia], Eurofestival NEWS
80. ↑  (ES) Barei representará a España en Eurovisión 2016, rtve
81. ↑  (EN) Victor M. Escudero, Frans wins Melodifestivalen in Sweden, su eurovision.tv. URL consultato il 12 marzo 2016.
82. ↑  (EN) Switzerland: Rykka will fly the flag in Stockholm, eurovision.tv
83. ↑  (IT) Jamala con "1944" rappresenterà l’Ucraina all’Eurovision 2016, Eurofestival NEWS
84. ↑  (EN) Hungary: Freddie wins A Dal 2016 and goes to Stockholm!, esctoday.com
85. ↑  Andorra: No Return In 2016 | Eurovoix
86. ↑  Luxembourg will not take part in 2016 - ESCunited.comESCunited.com
87. ↑  Eurovision 2016: il Portogallo non ci sarà, Eurofestival NEWS
88. ↑   Eurovision Monaco: TMC will not return to Eurovision in 2016, DOI:10.105110/monaco-tmc-will-not-return-to-eurovision-in-2016/. URL consultato il 21 luglio 2015.
89. ↑  (EN) Slovakia: RTVS will not participate in Eurovision 2016, su esctoday.com. URL consultato il 30 settembre 2015.
90. ↑  (EN) Turkey: TRT confirms non participation in Eurovision 2016, esctoday.com
91. ↑  (EN) Coming soon: Eurovision in Concert, eurovision.tv
92. ↑  (EN) 'Big Five' and host country more prominently in the Semi-Finals, eurovision.tv
93. 1 2  (EN) Semi-Final Allocation Draw on Monday, pots revealed, eurovision.tv
94. ↑  Stato preassegnato alla partecipazione alla seconda semifinale
95. 1 2  (EN) Running order of the Semi-Finals revealed, eurovision.tv
96. 1 2 3 4 5  (EN) Eurovision Song Contest 2016 - First Semi-Final Archiviato il 13 maggio 2016 in Internet Archive., eurovision.tv
97. 1 2 3 4 5  (EN) Eurovision Song Contest 2016 - Second Semi-Final Archiviato il 13 maggio 2016 in Internet Archive., eurovision.tv
98. ↑  (EN) Marco Brey, Sweden to perform 9th in the Grand Final, su eurovision.tv. URL consultato il 14 marzo 2016.
99. ↑  (EN) Justin Timberlake makes world premiere live performance in the Eurovision Song Contest!, eurovision.tv
100. ↑  (EN) Running order for Grand Final revealed, eurovision.tv
101. 1 2 3 4 5  (EN) Eurovision Song Contest 2016 - Grand Final Archiviato il 7 aprile 2016 in Internet Archive., eurovision.tv
102. ↑  (EN) Winners of the Marcel Bezençon Awards 2016, eurovision.tv
103. ↑   Helga Laufey, OGAE Big Poll 2017, su ogaeinternational.org, OGAE, 31 marzo 2016. URL consultato il 2 aprile 2016.
104. ↑   OGAE Poll 2016 Results, Google Docs. URL consultato il 2 aprile 2016.
105. ↑  (EN) Eurovision Song Contest 2016: The Jury , Eurovoix
106. 1 2  (SQ) Andri Xhahu konfirmohet si komentues dhe prezantues i pikëve të Shqipërisë në Eurovision 2016, su imalbania.com, 24 aprile 2016. URL consultato il 24 marzo 2023.
107. ↑  (HY) Առաջին ալիք - Հետևեք #եվրատեսիլ 2016-ի ընթացքին Առաջին ալիքի և Հանրային ռադիոյի ուղիղ եթերում: Հայաստանի ներկայացուցիչ Իվետա Մուկուչյանը ելույթ կունենա 7-րդ համարի ներքո: Մրցույթը կմեկնաբանի Ավետ Բարսեղյանը: Սկիզբը՝ 23:00-ին:, su facebook.com. URL consultato il 24 marzo 2023.
108. ↑   Australia to compete in Eurovision Song Contest for the second year in a row, su www.9news.com.au. URL consultato il 24 marzo 2023.
109. ↑  (EN) SBS Eurovision Radio Launches on 1 May, su SBS Corporate. URL consultato il 24 marzo 2023 (archiviato dall'url originale il 14 maggio 2016).
110. ↑  (DE) Startnummer 12 für Österreich im ersten ESC-Semifinale am 10. Mai, su OTS.at. URL consultato il 24 marzo 2023.
111. ↑  (DE) "Eurovision Song Contest": ZOE glänzt in mintgrüner Traumrobe am Roten Teppich, su ots.at. URL consultato il 26 marzo 2023.
112. ↑  (AZ) "Eurovision 2016" yarışmasının 1-ci yarımfinalı İTV-də canlı yayımlanacaq, su az.trend.az, 13 maggio 2016. URL consultato il 24 marzo 2023 (archiviato dall'url originale il 13 maggio 2016).
113. ↑   Şahin Cavadsoy, Azərbaycan dilində “Eurovision”u o, şərh edəcək – ÖZƏL - FOTO - Mədəniyyət - PrimeTime, su primetime.az, 10 settembre 2016. URL consultato il 24 marzo 2023 (archiviato dall'url originale il 10 settembre 2016).
114. ↑  (FR) Eurovision de la chanson - laune : programme du Jeudi 12 mai à 21:00, su rtbf.be, 11 maggio 2016. URL consultato il 24 marzo 2023 (archiviato dall'url originale l'11 maggio 2016).
115. ↑  (NL) Eurovisiesongfestival: tegen wie neemt Laura het op?, su vrt.be, 13 settembre 2016. URL consultato il 24 marzo 2023 (archiviato dall'url originale il 13 settembre 2016).
116. ↑  (RU) БТ: выступление Иванова никак не дискредитирует Беларусь, su sputnik.by, 25 aprile 2016. URL consultato il 24 marzo 2023.
117. ↑   BH EUROSONG – Danas je važan dan za učesnike prvog polufinala na..., su facebook.com. URL consultato il 24 marzo 2023.
118. ↑  (BG) Поли Генова: ЗАВРЪЩАНЕТО МИ НА ЕВРОВИЗИЯ... - BNT Eurovision Bulgaria | Facebook, su facebook.com, 14 maggio 2016. URL consultato il 24 marzo 2023 (archiviato dall'url originale il 14 maggio 2016).
119. ↑  (BG) От тази вечер Европа е музика! Евровизия 2016... - BNT Eurovision Bulgaria, su facebook.com. URL consultato il 24 marzo 2023.
120. ↑  (EN) Anthony Granger, China: Hunan Television Has Eurovision Broadcasting Rights Until 2018, su eurovoix.com, 29 novembre 2015. URL consultato il 24 marzo 2023.
121. ↑  (EL) Στην τελική ευθεία οι προετοιμασίες για τον διαγωνισμό τραγουδιού της Eurovision, su foni-lemesos.com. URL consultato il 24 marzo 2023.
122. ↑  (HR) Otkriveni posljednji detalji uoči odlaska na Eurosong: "Nina Kraljić je stvorena za velike pozornice", su www.index.hr. URL consultato il 24 marzo 2023.
123. ↑  (DA) Historisk ændring af afstemningen: Nu bliver Eurovision mere spændende, su DR, 18 febbraio 2016. URL consultato il 24 marzo 2023.
124. ↑  (DA) Grand Prix-fest for døve på Ramasjang, su DR, 9 maggio 2016. URL consultato il 26 marzo 2023.
125. ↑  (ET) Eurovisiooni lauluvõistlus 2016: Finaal, su etv.err.ee, 6 maggio 2016. URL consultato il 24 marzo 2023 (archiviato dall'url originale il 6 maggio 2016).
126. ↑  (RU) Евровидение вместе с ETV+, su ERR, 10 agosto 2016. URL consultato il 24 marzo 2023 (archiviato dall'url originale il 10 agosto 2016).
127. ↑  (ET) Raadio 2 - Eurovisioon & Juur & Kivirähk = klassika! Teisipäeval, 10. mail ja laupäeval, 14. mail kell 22 @ Raadio 2, su facebook.com. URL consultato il 24 marzo 2023.
128. ↑  (FI) Viisukommentaattori on Mikko Silvennoinen, su Yle. URL consultato il 24 marzo 2023.
129. ↑  (SV) Sandhja sätter ribban högt, su Yle. URL consultato il 24 marzo 2023.
130. ↑  (EN) Amir is the French choice for Stockholm!, su eurovision.tv. URL consultato il 24 marzo 2023.
131. ↑  (EN) Anthony Granger, France: Eurovision 2016 Semi Finals To Be Broadcast On France 4, su Eurovoix, 25 novembre 2015. URL consultato il 24 marzo 2023.
132. ↑  (KA) 2016 წლის ევროფესტივალის პირდაპირ ეთერს პირველ არხზე თუთა ჩხეიძე გაუძღვება, su GPB, 14 maggio 2016. URL consultato il 24 marzo 2023 (archiviato dall'url originale il 14 maggio 2016).
133. ↑  (DE) ARD, ESC 2016: Sendetermine im Fernsehen und Online, su eurovision.de. URL consultato il 24 marzo 2023.
134. ↑  (EL) Eurovision 2016: Πως σας φάνηκε το ελληνικό τραγούδι; ΨΗΦΙΣΤΕ, su news247.gr. URL consultato il 24 marzo 2023.
135. ↑  (EN) TV Preview: TEN shows you shouldn't miss, su RTÉ, 6 maggio 2016. URL consultato il 24 marzo 2023.
136. ↑   Gísli Marteinn kynnir Eurovision á ný, su RÚV, 15 aprile 2016. URL consultato il 24 marzo 2023.
137. ↑  (HE) IBA Spokesman :: דוברות - רשות השידור - נבחרו חברי צוות השיפוט הישראלי לאירוויזיון, su IBA, 8 maggio 2016. URL consultato il 24 marzo 2023 (archiviato dall'url originale l'8 maggio 2016).
138. ↑  (EN) Anthony Granger, Italy: RAI 4 To Broadcast Both Semi Finals, su Eurovoix, 10 febbraio 2016. URL consultato il 24 marzo 2023.
139. ↑   L'Eurovision "promosso": la finale andrà in onda su Rai Uno, su eurofestivalnews.com. URL consultato il 15 febbraio 2016.
140. ↑   Eurovision 2016: Flavio Insinna e Federico Russo al commento della finale, su eurofestivalnews.com, 4 aprile 2016. URL consultato il 24 marzo 2023.
141. ↑   Finale Eurovision 2016 trasmessa in USA e Africa su Rai Italia, su eurofestivalnews.com, 10 maggio 2016. URL consultato il 24 marzo 2023.
142. ↑  (EN) Anthony Granger, Kazakhstan: Khabar Broadcasting All Three Shows, su Eurovoix, 2 maggio 2016. URL consultato il 24 marzo 2023.
143. ↑  (EN) Anthony Granger, Kosovo: Broadcasting the 61st Eurovision Song Contest, su eurovoix.com, 5 maggio 2016. URL consultato il 24 marzo 2023.
144. ↑  (LV) Video / LTV.LV / Anotācija - TIEŠRAIDE! Starptautiskais Eirovīzijas dziesmu konkurss. 1. pusfināls, su LTV, 3 giugno 2016. URL consultato il 24 marzo 2023 (archiviato dall'url originale il 3 giugno 2016).
145. ↑  (LV) Zināmi pirmie desmit 'Eirovīzijas' finālisti; Igaunija no cīņas izstājas, su delfi.lv. URL consultato il 24 marzo 2023.
146. ↑  (LT) Dovaidas Pabiržis, "Eurovizija": loterija be pralaimėjimo, su veidas.lt. URL consultato il 24 marzo 2023.
147. ↑  (LT) Svarbiausios naujienos Lietuvoje ir pasaulyje, su LRT, 17 ottobre 2017. URL consultato il 26 marzo 2023 (archiviato dall'url originale il 17 ottobre 2017).
148. ↑  (MK) "Официјален почеток на "Избор за песна на Евровизија"- Стокхолм 2016, su MRT, 11 maggio 2016. URL consultato il 24 marzo 2023 (archiviato dall'url originale l'11 maggio 2016).
149. ↑  (MT) TVMnews - Segwi b'mod DIRETT l-ewwel semi-finali tal-Eurovision Song Contest fuq TVM online billi tagħfas fuq www.tvm.com.mt/live, su facebook.com. URL consultato il 24 marzo 2023.
150. ↑  (RO) Ceremonia de deschidere a Eurovision 2016: Lidia Isac a strălucit pe covorul roşu, su TRM. URL consultato il 24 marzo 2023.
151. ↑  (RO) PRIMA Semifinală Internaţională "Eurovision Song Contest" 2016. Partea I-a, su TRM. URL consultato il 24 marzo 2023.
152. ↑  (CNR) RTCG - Radio Televizija Crne Gore - Nacionalni javni servis :: Ostalo :: Eurosong 2016, su RTCG, 27 ottobre 2022. URL consultato il 24 marzo 2023 (archiviato dall'url originale il 27 ottobre 2022).
153. ↑  (NB) P3morgens store Eurovision-fest, 14 maggio 2016. URL consultato il 25 marzo 2023.
154. ↑  (NO) Neste uke braker det løs! Vi har kjøpt den internasjonale tegnversjonen av ESC-finalene. Det blir semifinaler tirsdag 10. og torsdag 12. mai, samt finale... - NRK Tegnspråk, su facebook.com. URL consultato il 26 marzo 2023.
155. ↑  (EN) The Eurovision Song Contest | UKTV | Shows | BBC Worldwide New Zealand, su bbcnewzealand.com, 30 giugno 2016. URL consultato il 25 marzo 2023 (archiviato dall'url originale il 30 giugno 2016).
156. ↑  (NL) Eurovisie Songfestival deze week centraal bij NPO, su spreekbuis.nl, 19 maggio 2022. URL consultato il 25 marzo 2023 (archiviato dall'url originale il 19 maggio 2022).
157. ↑  (NL) Eurovisie Songfestival 2016 finale, su bvn.tv, 17 giugno 2016. URL consultato il 25 marzo 2023 (archiviato dall'url originale il 14 maggio 2016).
158. ↑  (PL) Telewizja Polska potwierdza udział w przyszłorocznym Konkursie Piosenki Eurowizji – Sztokholm 2016, su TVP. URL consultato il 25 marzo 2023.
159. ↑  (PT) RTP volta atrás. Afinal, ″habemus″ Eurovisão!, su www.dn.pt. URL consultato il 25 marzo 2023.
160. ↑  (EN) Charlotte Runcie, Eurovision 2016 winner: Ukraine beat rivals Russia and Australia in tension-filled climax - and four other things we learned, in The Telegraph, 14 maggio 2016. URL consultato il 25 marzo 2023.
161. ↑  (CS) Eurovision Song Contest 2016 opět s účastí České republiky, su satcentrum.com. URL consultato il 25 marzo 2023.
162. ↑  (RU) Ekaterina Belkova, Лайфу стали известны имена российских комментаторов конкурса "Евровидение-2016", su life.ru, 5 maggio 2016. URL consultato l'11 maggio 2016.
163. ↑   Eurovision 2016: San Marino RTV conferma al commento il duo Fiorio-Restivo, su eurofestivalnews.com, 13 gennaio 2016. URL consultato il 25 marzo 2023.
164. ↑  (SR) RTS :: Pesma Evrovizije 2016, su RTS, 12 maggio 2016. URL consultato il 25 marzo 2023 (archiviato dall'url originale il 12 maggio 2016).
165. ↑  (EN) Ukraine wins 61st Eurovision Song Contest, su UER, 14 maggio 2016. URL consultato il 25 marzo 2023.
166. ↑  (SL) Evrovizijski teden na Televiziji Slovenija, su RTV SLO. URL consultato il 25 marzo 2023.
167. ↑  (ES) José María Iñigo y Julia Varela, comentaristas de Eurovisión 2016, su RTVE, 13 aprile 2016. URL consultato il 25 marzo 2023.
168. ↑  (EN) Eurovision Song Contest 2016 | Episodes (TV Series) | LOGOtv.com, su Logo TV, 19 maggio 2016. URL consultato il 25 marzo 2023 (archiviato dall'url originale il 19 maggio 2016).
169. ↑  (SV) Eurovisionfesten kan börja – här är Sveriges Radios bevakning, in Sveriges Radio, 20 aprile 2016. URL consultato il 25 marzo 2023.
170. ↑  (SV) Dansande händer i Eurovision, su dovastidning.se, 17 ottobre 2017. URL consultato il 26 marzo 2023 (archiviato dall'url originale il 17 ottobre 2017).
171. ↑  (DE) Eurovision Song Contest - «Eurovision Song Contest» 2016 – Der Countdown, su Schweizer Radio und Fernsehen (SRF), 18 aprile 2016. URL consultato il 25 marzo 2023.
172. ↑   SRF TV-Programm, Eurosong 2016, su web.archive.org, 14 maggio 2016. URL consultato il 25 marzo 2023 (archiviato dall'url originale il 14 maggio 2016).
173. ↑   SRF TV-Programm, Eurovision Song Contest 2016, su web.archive.org, 14 maggio 2016. URL consultato il 25 marzo 2023 (archiviato dall'url originale il 14 maggio 2016).
174. ↑  (UK) https://tv.suspilne.media/news/channel/78211, su NTU. URL consultato il 25 marzo 2023.
175. ↑   TV műsorok - TV24.hu, su tv.24.hu. URL consultato il 25 marzo 2023.
176. ↑   eurofestival, 204 milioni di telespettatori per l'Eurovision Song Contest 2016, su Eurofestival NEWS, 24 maggio 2016. URL consultato il 2 giugno 2016.
177. ↑   Ascolti TV Eurovision Song Contest nazione per nazione, su Eurofestival NEWS. URL consultato il 2 giugno 2016.
178. ↑   De presenterar jurygruppernas röster 2016, su svt.se. URL consultato il 14 maggio 2016.
179. ↑   The 42 spokespersons for the 2016 Grand Final, su eurovision.tv. URL consultato il 14 maggio 2016.